# Ostermünchen

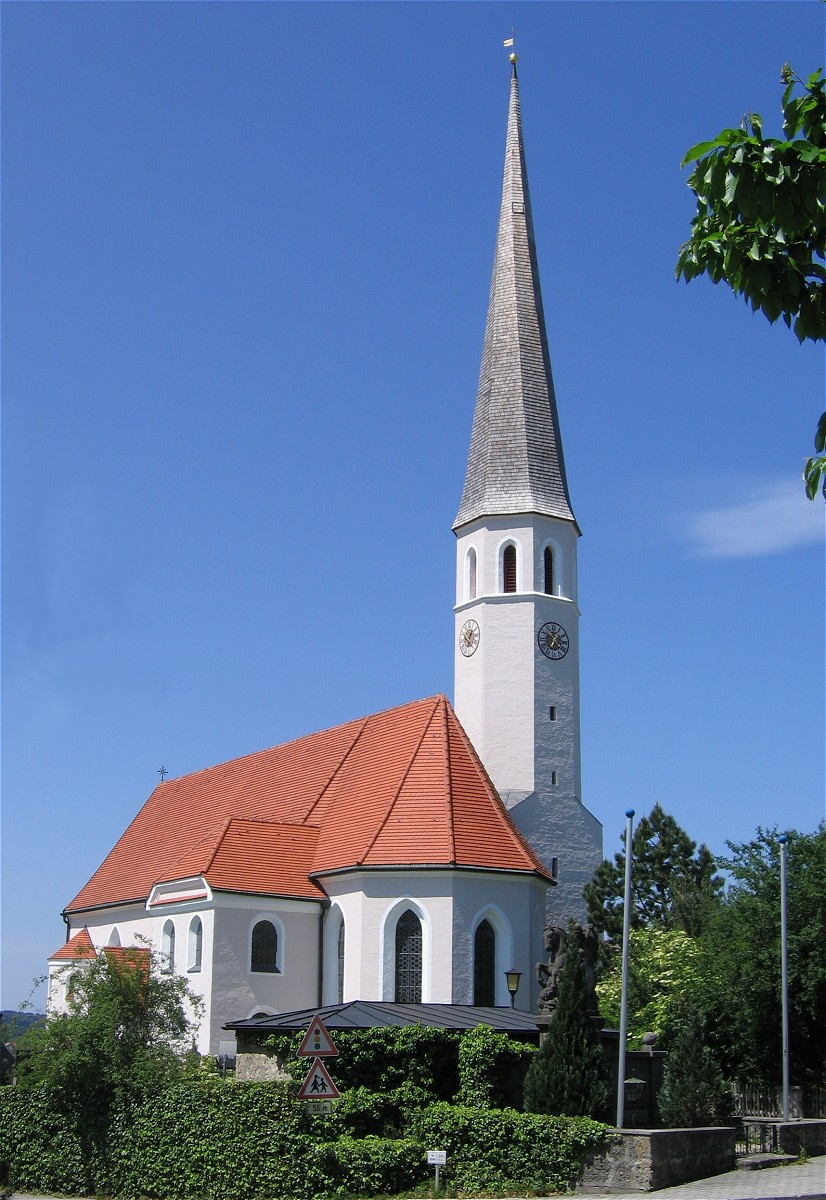
Pfarrkirche St. Stephan und St. Laurentius

Ostermünchen (bairisch Ostaminga) ist ein Dorf im Landkreis Rosenheim (Oberbayern). Mit rund 1300 Einwohnern ist es der größte Ortsteil der Gemeinde Tuntenhausen.
Der Ort wurde im 11. Jahrhundert von Mönchen des Klosters Tegernsee gegründet. Im 20. Jahrhundert verdankt er sein Wachstum der Lage an der Bahnstrecke München–Rosenheim, an der Ostermünchen einen Bahnhof besitzt.
Das Ortsbild wird bestimmt von der Pfarrkirche St. Stephan und St. Laurentius. Auf dem Pfarrfriedhof befindet sich das Grab des ehemaligen bayerischen Ministerpräsidenten und Bundesfinanzministers Fritz Schäffer.
Ostermünchen befindet sich auf einer Höhe von 500 m.